# 8802 Negley
8802 Negley este un asteroid din centura principală de asteroizi.

## Descriere
8802 Negley este un asteroid din centura principală de asteroizi. A fost descoperit pe 02 martie 1981 la Observatorul Siding Spring de Schelte J. Bus. Asteroidul prezintă o orbită caracterizată de o semiaxă mare de 3,11 ua, o excentricitate de 0,12 și o înclinație de 9,9° în raport cu ecliptica.